# Zinowiewia costaricensis
Zinowiewia costaricensis é uma espécie de planta da família Celastraceae.
Pode ser encontrada nos seguintes países: Belize, Costa Rica, Nicaragua, e Panamá.
Está ameaçada por perda de habitat.